# Riosegundo
Riosegundo is een geslacht van hooiwagens uit de familie Gonyleptidae.
De wetenschappelijke naam Riosegundo is voor het eerst geldig gepubliceerd door Canals in 1943. 

## Soorten
Riosegundo is monotypisch en omvat slechts de volgende soort:
- Riosegundo birabeni